# Лупац (острво)
Лупац је мало ненасељено острво у хрватском делу Јадранског мора у шибенском архипелагу .
Лупац се налази у шибенском архипелагу између острва Зларин и Првић од којег је удањен 0,5 км. Површина острва износи 0,336 км². Дужина обалске линије је 2,24 км.. Највиши врх на острву је висок 59 метара.
На острвском рту Коњ налази се светионик.